# Rui Sousa
Rui Miguel Sousa Barbosa (Barroselas, 17 de Julho de 1976), mais conhecido por Rui Sousa, natural da Vila de Barroselas, situada no concelho de Viana do Castelo, é um ex ciclista e político eleito pelo Partido Socialista nas eleições autárquicas de 2013 para a presidência da Junta da União das Freguesias de Barroselas e Carvoeiro, ciclista da Rádio Popular-Boavista e comerciante de aves exóticas.
A 12 de agosto de 2017 anunciou a sua retirada do ciclismo depois de vinte temporadas como profissional e com 41 anos de idade.

## Vida Pública
Rui Sousa foi eleito para a presidência da Junta da União das Freguesias de Barroselas e Carvoeiro nas eleições autárquicas de 2013 como cabeça-de-lista do Partido Socialista para aquele órgão autárquico sucedendo a anteriores autarcas igualmente indicados pelo PS. Além disso, é empresário e comercializa animais exóticos na mesma localidade. Não lhe são conhecidas quaisquer habilitações académicas sabendo-se apenas que se destacou por ter sido 4 vezes 3º classificado e 1 vez 2º classificado na Volta a Portugal, prova que nunca conquistou  apesar de ter sido campeão nacional de estrada em 2010 .
Ligado igualmente à columbófila e ao comércio de aves, Rui Sousa ingressou no ciclismo, como juvenil, pelas mãos do Núcleo Desportivo de Barroselas em 1991 e assina o primeiro contrato profissional em 1998 com a equipa Troia Marisco-Porta da Ravessa, onde permaneceu até 2001 sendo 6º classificado na Volta a Portugal de 2001 e 24º no Mundial de Ciclismo, prova que decorreu nesse ano em Portugal, mas que só foi conquistada uma única vez por um ciclista lusitano em 2013: Rui Costa
Entre 2002 e 2004 Rui Sousa representou a Maia Milaneza-MSS, ao serviço da qual foi o 25º na Clássica Paris-Nice, 16º na Volta a Espanha e 3º na Volta a Portugal de 2002. No entanto, foi também, durante esse Triénio que contraiu uma lesão no joelho direito, que o afastou durante algum tempo da competição, sendo forçado a falhar a Volta a Portugal de 2003. 
Com a camisola da Liberty Seguros venceu uma das míticas etapas da Volta a Portugal na edição de 2008, a chegada à Torre e conquistou a camisola amarela, mas só a manteve durante mais 5 etapas e terminou a edição desse ano na 3ª posição da Geral Individual, lugar que viria a repetir na Volta a Portugal de 2011 e na Volta a Portugal de 2012, vencendo nesta última edição o prémio da Montanha.
Na Volta a Portugal de 2013 assumiu o papel de chefe de fila da Efapel-Glassdrive-Skoda e apesar de ser apontado como um dos principais candidatos à vitória final, apenas venceu a 2ª etapa na chegada ao Alto de Santa Luzia, em Viana do Castelo e voltou a vestir a camisola amarela após a etapa rainha do Alto da Torre, terminando a prova novamente no 3º lugar do pódio. Terminou o ano despedido da equipa com o diretor desportivo a acusar "o corredor de comportamento disciplinar grave".
Em 2014 mudou-se para a Rádio Popular-Onda assumindo-se como chefe de fila e como um dos candidatos à vitória na Volta a Portugal de 2014, voltou a vencer a etapa-rainha, a chegada ao Alto da Torre, repetindo o triunfo de 2008 e mais uma vez não foi além no 2º lugar da classificação geral. Com 40 anos, Rui Sousa volta a alinhar em 2017 pela Rádio Popular-Boavista. Decidiu terminar a carreira de ciclista em 2017 durante a 79ª Volta a Portugal em Bicicleta.

## Palmarés
| 2000 - 3º no Campeonato de Portugal em Estrada 2001 - 1 etapa do Troféu Joaquim Agostinho 2002 - 1 etapa do Grande Prêmio Internacional MR Cortez-Mitsubishi - 2º no Campeonato de Portugal em Estrada 2003 - 1 etapa do Grande Prêmio Internacional MR Cortez-Mitsubishi 2006 - 3º no Campeonato de Portugal em Estrada | 2008 - 1 etapa da Volta a Portugal 2010 - Campeonato de Portugal em Estrada 2012 - 1 etapa da Volta a Portugal 2013 - 1 etapa da Volta a Portugal 2014 - 1 etapa da Volta a Portugal 2017 - 1 etapa da Volta a Portugal |

## Resultados nas grandes voltas
| Carreira           | 1998 | 1999 | 2000 | 2001 | 2002 | 2003 | 2004 | 2005 | 2006 | 2007 | 2008 | 2009 | 2010 | 2011 | 2012 | 2013 | 2014 | 2015 | 2016 | 2017 |
| ------------------ | ---- | ---- | ---- | ---- | ---- | ---- | ---- | ---- | ---- | ---- | ---- | ---- | ---- | ---- | ---- | ---- | ---- | ---- | ---- | ---- |
| Giro d'Italia      | -    | -    | -    | -    | -    | -    | -    | -    | -    | -    | -    | -    | -    | -    | -    | -    | -    | -    | -    | -    |
| Tour de France     | -    | -    | -    | -    | -    | -    | -    | -    | -    | -    | -    | -    | -    | -    | -    | -    | -    | -    | -    | -    |
| Volta a Espanha    | -    | -    | -    | -    | 16º  | -    | -    | -    | -    | -    | -    | -    | -    | -    | -    | -    | -    | -    | -    | -    |
| Mundial em Estrada | -    | -    | -    | -    | -    | -    | -    | -    | -    | -    | -    | -    | -    | -    | -    | -    | -    | -    | -    | -    |

-: não participa

Ab.: abandono

00

## Clubes
- 1991-1992 :  Núcleo Desportivo de Barroselas
- 1993-1994 :  Centro de Ciclista de Barcelos
- 1995-1997 :  Núcleo Desportivo de Barroselas
- 1998-2002 :  Tróia Marisco-Porta da Ravessa
- 2002-2004 :  Milaneza-Maia
- 2004-2009 :  LA Aluminios-Pecol-Bombarral/ Liberty Seguros
- 2010 - 2013 :  Barbot-Siper/ Barbot-Efapel/ Efapel-Glassdrive
- 2014 :  Rádio Popular–Boavista